# پارو، بوتان
پارو (به لاتین: Paro) یک شهر در بوتان (کشور) است که در Wangchang Gewog واقع شده‌است.
 پارو  ۱۱٬۴۴۸ نفر جمعیت دارد و ۲,۲۰۰ متر بالاتر از سطح دریا واقع شده‌است.